# Leo I (påve)
Leo I, Leo den store, född omkring år 400 i Toscana, död 10 november 461 i Rom, var påve från den 29 september 440 till sin död den 10 november 461. Han utnämndes 1754 till kyrkolärare. Leo I vördas som helgon inom Romersk-katolska kyrkan. Hans helgondag firades tidigare 28 juni, då hans reliker överfördes till Peterskyrkan. I dag är hans helgondag densamma som hans dödsdag, den 10 november.

## Biografi
Leos födelseår är okänt; han föddes enligt Liber Pontificalis i Toscana som son till en Quintianus och tillhörde den romerska aristokratin. Leo erhöll officiellt välde över alla kyrkor i väst, genom en kejserlig proklamation år 445. Genom sin skrivelse (tomos) till konciliet i Chalkedon år 451 avgjorde han utformningen av mötets kristologi, att i Kristus är två naturer (den mänskliga och den gudomliga) förenade i en person. Däremot motsatte sig Leo den höga rang som kyrkomötet tilldelade patriarken av Konstantinopel.
Enligt sägnen skall Leo ha förmått hunnerkungen Attila att skona Rom och sluta fred 452. Detta möte har förevigats av bland andra Rafael, i en känd fresk i Stanza d'Eliodoro i Rafaels stanzer i Vatikanen.
Cirka 100 predikningar av Leo I finns bevarade; de anses visa på stor stilistisk förmåga och tankereda.

## Bilder

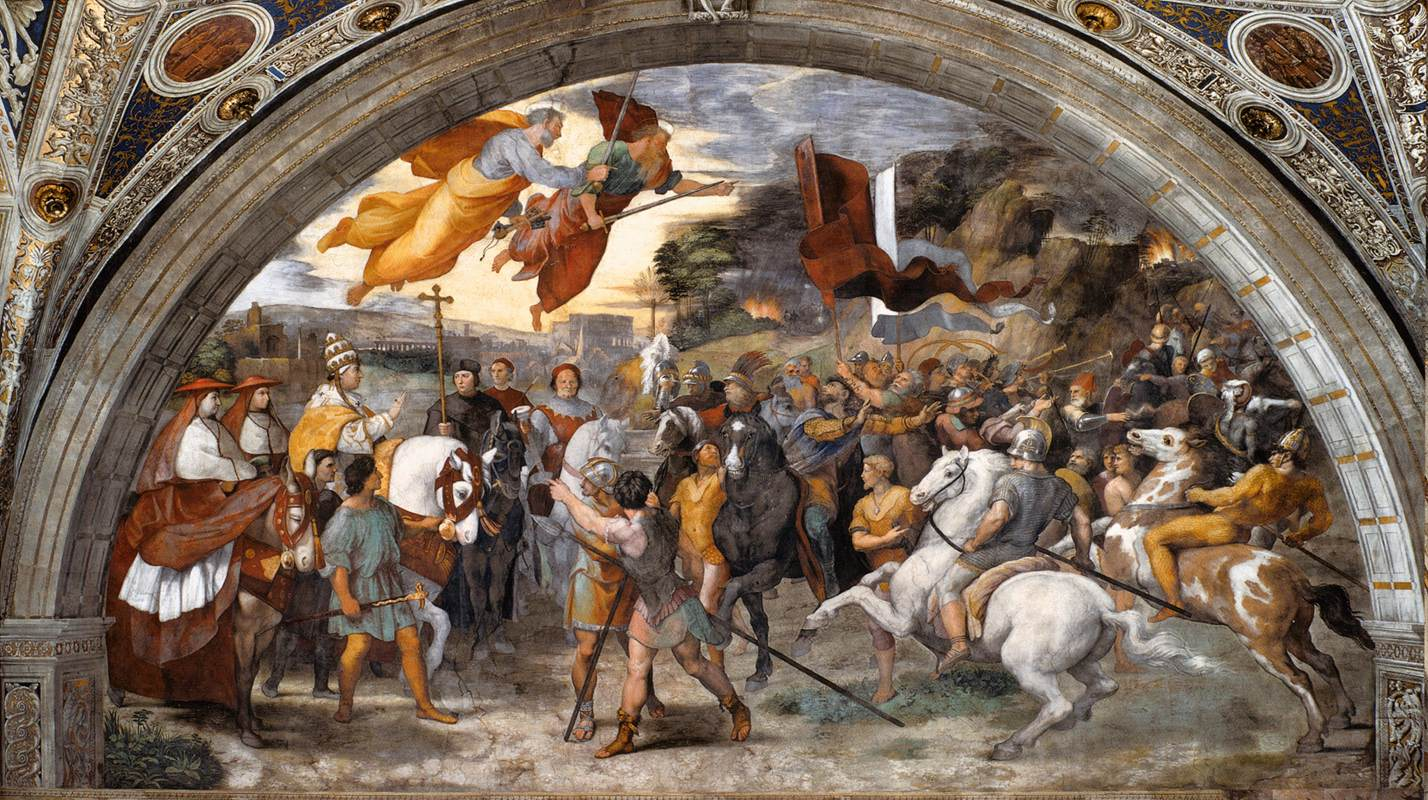
Leo den stores möte med Attila, fresk utförd 1514 av Rafael.
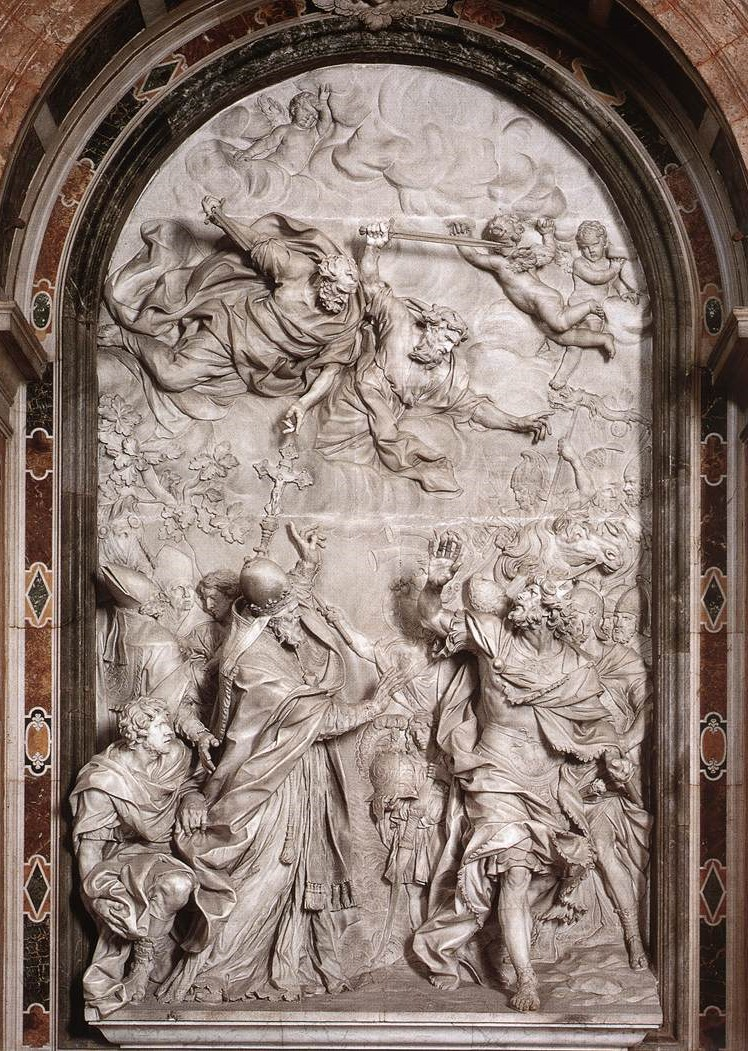
Påve Leo I fördriver Attila från Rom, relief utförd 1646–1653 av Alessandro Algardi.